# Fimbulwinter (band)
Fimbulwinter var ett norskt black metal-projekt som Shagrath (sångare i Dimmu Borgir) startade 1992. Bandet släppte ett album, Servants of Sorcery, först som demo 1992. Genom Hot Records återutgavs albumet 1994, då med ett bonusspår. Skivan innehåller även en Celtic Frost-cover, "Morbid Tales". Hell Slaughter Records gav året därpå ut albumet på vinyl i en begränsad upplaga på 500 numrerade exemplar. Efter att bandet lades ner 1994 startade Shagrath Dimmu Borgir tillsammans med Silenoz. Skoll fortsatte som basist i Ulver och senare i Arcturus.
Namnet "Fimbulwinter" har sitt ursprung i nordisk mytologi där termen fimbulvinter betecknar den tre år långa vinter som föregår Ragnarök, världens undergång.

## Medlemmar
Senaste medlemmar
- Shagrath (Stian Tomt Thoresen) – trummor, sologitarr, sång (1992–1994)
- Necronos (Morten Lunde) – sång, rytmgitarr (1992–1994)
- Skoll (Hugh Steven James Mingay) – basgitarr (1992–1994)

Tidigare medlemmar
- Orbweaver (Per Morten Bergseth) – trummor (1992)

## Diskografi
Demo
- 1992 – Rehearsal (kassett)[1]

Studioalbum
- 1994 – Servants of Sorcery